# Die roten Matrosen
Die roten Matrosen (Ein vergessener Winter) aus dem Jahre 1984 ist der erste Teil einer Roman-Trilogie von Klaus Kordon. Das Buch spielt im ersten Nachkriegswinter  1918/19 in Berlin. Erzählt werden die Erlebnisse des 13-jährigen Helmut Gebhardt und seiner Familie. Im Zentrum der Handlung steht die Novemberrevolution. Der Titel bezieht sich auf den Kieler Matrosenaufstand.
Die anderen beiden Bücher aus der Trilogie der Wendepunkte sind die 1990, 1993 erschienenen Bücher Mit dem Rücken zur Wand und Der erste Frühling.

## Handlung
Im November 1918 verweigern die Matrosen der kaiserlichen Marine den Befehl zum Auslaufen und ziehen nach Berlin. Hunger und die aufständischen Soldaten in der Stadt bilden die Grundlage für die Revolution. Helmut, genannt Helle, und Fritz freunden sich mit den meuternden Matrosen der Hochseeflotte an und erleben die Revolution hautnah mit.
Alle Personen sind frei erfunden, trotzdem schrieb Klaus Kordon in dem ersten Buch: „In der Ackerstraße Nr. 37 leben die Helden dieser Geschichte. Sie sind frei erfunden – und haben doch gelebt.“ So werden die Menschen der Mietskaserne in Gesundbrunnen und ihr Kampf für ein besseres Leben und für „Nie wieder Krieg“ lebendig.
Die Geschichte wird aus der Sicht des Schülers Helle erzählt. Der Anfang des Buches handelt von der Rückkehr seines Vaters Rudi aus dem Ersten Weltkrieg, der bis dahin an der Front kämpfte und einen Arm durch eine französische Granate verlor. Helle hört von vielen Grausamkeiten, vom Hunger, dem Geldmangel, Krankheiten und Tod. Auch, wie sich aus der Hoffnung auf einen schnellen Sieg und den Stolz auf Kaiser Wilhelm II. langsam die revolutionäre Stimmung entwickelt. Die Geschichte ist so erzählt, als seien Helle und sein Vater bei wichtigen historischen Ereignissen dabei gewesen. So z. B. lernt Helle gemeinsam mit seinem Freund Fritz zwei der Matrosen kennen, die den kaiserlichen Befehl zum Auslaufen verweigert hatten und nach Berlin gezogen waren, wo der Kaiser am 9. November abdankte. Bei Helle und Fritz sind die sich im Weiteren entwickelnden Streitigkeiten zwischen Matrosen, Arbeitern und Getreuen des Kaisers mit der unterschiedlichen politischen Gesinnung der Eltern zu begründen. Letztendlich treten die Gebhardts in die kommunistische Partei ein und unterstützen die Ziele, welche Karl Liebknecht und Rosa Luxemburg anstrebten. Dieser Umstand bereitet Helle einige Probleme mit einem kaisertreuen Lehrer, der überhaupt nichts von Kommunisten hält. Das Buch beschreibt später die Ermordung von Karl Liebknecht und Rosa Luxemburg sowie die blutige Niederschlagung der gegen Friedrich Ebert rebellierenden Spartakisten.

## Hauptcharaktere
Die Hauptfiguren kommen alle aus Berlin.
Hauptpersonen sind:
- Rudolf „Rudi“ Gebhardt, ein Soldat, der kurz vor dem Ende des Krieges seinen rechten Arm durch eine Granate verlor
- Marie Gebhardt, seine Frau und die Mutter von vier gemeinsamen Kindern, von denen eines bereits gestorben ist
- Helmut „Helle“ Gebhardt, ältester Sohn und Schüler
- Fritz Markgraf, Gymnasiast, ein bester Freund von Helle
- Martha Gebhardt, fünfjährige Tochter von Marie und Rudi
- Hans „Hänschen“ Gebhardt, jüngster Sohn (Baby) von Marie und Rudi
- Oma Schulte, wohnt über der Familie Gebhardt und passt tagsüber auf Martha und Hans auf. Sie vertritt alte Werte wie Kaisertreue.
- Heiner Schenck, Marinesoldat und bester Freund von Helle und Arno
- Arno, ebenfalls Marinesoldat, wird erschossen, als er bei seiner Verhaftung fliehen will
- Nauke, Nachbar von Helle und Spartakist, wird am 9. November erschossen
- Ede, ein ebenfalls guter Freund von Helle. Sein Vater war ein Jahr lang in Haft, weil er die Januarstreiks mitorganisierte.
- Anni, Mädchen aus der Nachbarschaft, das in Helle verliebt ist
- Friedrich Förster, der „fiese“ Lehrer, kaisertreuer Patriot
- Fräulein Gatowsky, Mathematiklehrerin, Verlobter gestorben, verständnisvoll
- Oswin, ein Nachbar und Freund der Familie Gebhardt, Leierkastenmann, versteckt zwei desertierende deutsche Matrosen
- Herr Markgraf, Vater von Fritz Markgraf, kaisertreuer wohlhabender Beamter

## Auszeichnungen
- Zürcher Jugendbuchpreis: La vache qui lit
- Roter Elefant des Arbeitskreises Kinder-Bücher-Medien e.V.
- Preis der Leseratten (ZDF)